# Bożena Nowak-Szymura
Bożena Nowak-Szymura (ur. 1949 w Katowicach) – polska przedsiębiorczyni, informatyczka.
Ukończyła studia na Wydziale Automatyki i Informatyki Politechniki Śląskiej w Gliwicach. Właścicielka i dyrektor generalna pierwszej prywatnej firmy komputerowej na Śląsku MiCOMP Systemy Komputerowe. Od początku działalności firmy zajmuje się kreacją nowych produktów i zarządza procesem ich powstawania.
Po ukończeniu studiów podjęła pracę w Instytucie Automatyki Wydziału Automatyki i Informatyki, gdzie do 1984 roku była pracownikiem naukowo-dydaktycznym.   
Mąż Bożeny Jerzy wraz z kolegami z Politechniki Stanisławem Pucką i Witoldem Jureczko, skonstruowali w początku lat osiemdziesiątych urządzenie do transmisji danych dla komputera Odra. Pierwszym klientem był Instytutu Organizacji i Zarządzania Politechniki Warszawskiej. W maju 1984 r. Bożena Nowak-Szymura zarejestrowała działalność gospodarczą, a następnie zapisała się do Spółdzielni Elektryków w Katowicach – zostając w ten sposób rzemieślnikiem. W ówczesnej sytuacji założenie normalnej firmy nie było możliwe prawnie.  
Akcjonariuszka i w latach 1993-1995 członkini Rady Nadzorczej Śląskiego Domu Maklerskiego w Katowicach. Od 1991 była członkiem Rotary Club Katowice, w latach 1996/1997 była jego Prezydentem, w 1993 członek założyciel Polskiej Izby Informatyki i Telekomunikacji. Od 1999 przewodnicząca Komisji ds. stosunków gospodarczych Polskiego Stowarzyszenia Właścicielek Firm.  
Jej hobby są między innymi narty, największym osiągnięciem było zwycięstwo w slalomie gigancie w narciarskich Mistrzostwach Świata Rotary w Madonna di Campiglio z 1995 r.